# Isöhäxan
Isöhäxan är den andra delen i fantasytrilogin Blodsarvet skriven av författaren Henrik Larsson. Boken är utgiven av Bonnier Carlsen och är en uppföljare till Krigarhjärta och efterföljs av den sista delen i trilogin, Profetens Tid.